# Núria Ventura i Mustienes
Núria Ventura Mustienes (Barcelona, 7 de març de 1985) és una jugadora de corfbol catalana.
Va començar a jugar amb el KC Barcelona, amb el qual va debutar a la Lliga catalana la temporada 2006-07. La temporada 2009-10 va fitxar pel Korfbal Club Sant Cugat i dos anys més tard pel CE Vilanova i la Geltrú, aconseguint una Lliga, dues Copes Catalunya i una Supercopa catalana. Ha sigut internacional amb la selecció catalana de corfbol.

## Palmarès
Clubs
- 1 Lliga Catalanes de corfbol: 2011-12
- 2 Copes de Catalunya de corfbol: 2011-12, 2012-13
- 1 Supercopa Catalana de corfbol: 2013-14